# Остання іскра життя
«Остання іскра життя» (ісп. La chispa de la vida) — кінофільм режисера Алекса де ла Іглесіаса, що вийшов на екрани в 2012 році.

## Зміст
Роберто - талановитий піарник і, тим не менш, він ніяк не може влаштуватися на роботу. Коли чоловік потрапляє в аварію, то вирішує, що навіть таку трагічну подію можна обернути з користю для себе. Він розкручує цю подію, продаючи сюжети про подію на телебачення, і роздуває галас. Але в гонитві за великими грошима доводиться йти на великий ризик.

## Ролі
| Актор              | Роль  |
| ------------------ | ----- |
| Хосе Мота          | -     |
| Сальма Гаєк        | Луїза |
| Бланка Портільйо   | -     |
| Хуан Луїс Гальярдо | -     |
| Фернандо Техеро    | -     |
| Мануель Тальяфе    | -     |
| Антоніо Гаррідо    | -     |
| Кароліна Банг      | -     |
| Едуардо Касанова   | -     |
| Нереа Камачо       | -     |

## Знімальна група
- Режисер — Алекс де ла Іглесіа
- Сценарист — Ренді Фельдман, Алекс де ла Іглесіа
- Продюсер — Андрес Вісенте Гомес, Ксімо Перес, Юсаф Бохарі
- Композитор — Хоан Валент